# Шпуняков, Сергей Павлович
Сергей Павлович Шпуняков (14 сентября 1922 — 2 января 2004) — лётчик-истребитель, Герой Советского Союза.

## Биография
Родился 14 сентября 1922 года в деревне Слутка в семье рабочего аэродрома в посёлке Кречевицы, что расположен на противоположном (левом) берегу Волхова. Близость аэродрома повлияла на выбор профессии Сергея, и после окончания 10 классов, в 1940 году, он поступил в Сталинградскую военную авиационную школу. После её окончании в 1942 году сержант Шпуняков попал на фронт уже в апреле 1943 года.
Первый воздушный бой Сергей Павлович Шпуняков провёл 20 апреля 1943 года, на «Малой земле» под Новороссийском, за спасение в этом бою его подбитого Як-1 был награждён орденом Красной Звезды. После этого случая получив новую машину Як-3, в первом же бою он сбил вражеский самолёт. В районе города Большой Токмак в составе группы из четырёх «Яков» Шпуняков сбил два бомбардировщика в одном бою.
Член ВКП(б) с 1944 года. К маю 1945 года Сергей Павлович был заместителем командира эскадрильи в 402-м Севастопольском истребительном авиационном полку 265-й Мелитопольской истребительной авиадивизии 3-го Никопольского истребительного авиакорпуса РВГК, 16-й воздушной армии 1-го Белорусского фронта. Старший лейтенант Шпуняков за годы войны совершил 335 боевых вылетов и в 51 воздушном бою сбил 16 самолётов противника лично и 7 — в группе, а ещё 5 уничтожил на земле.
Указом Президиума Верховного Совета СССР от 15 мая 1946 года за образцовое выполнение боевых заданий командования на фронте борьбы с немецко-фашистскими захватчиками и проявленные при этом мужество и героизм, старшему лейтенанту Сергею Павловичу Шпунякову присвоено звание Героя Советского Союза с вручением ордена Ленина и медали «Золотая Звезда».
После войны, до выхода в запас в звании полковника в 1969 году, он продолжал службу в ВВС СССР. В 1945 году окончил Высшие офицерские лётно-тактические курсы, а в 1955 году — Военно-воздушную академию в Монино. Был командиром полка на Тоцком полигоне, а затем проходил службу в Якутии. После жил в Одессе, где был начальником аэропорта и работал в окружном Доме офицеров. В 1990-х переехал в Новгород, где был председателем областного общественного фонда 50-летия Победы.
Почётный гражданин:
- города Вольск в Саратовской области России,
- города Мелитополь в Запорожской области Украины,
- города Никополь Днепропетровской области Украины,
- пгт Аскания-Нова в Херсонской области Украины.

Награждён орденом Ленина и медалью «Золотая Звезда» Героя Советского Союза, двумя орденами Красного Знамени, двумя орденами Отечественной войны 1-й степени, тремя орденами Красной Звезды, медалями, а также
14 июня 1944 года был награждён Крестом лётных заслуг (США). 30 июня 2000 года генеральный консул Украины в Санкт-Петербурге Виктор Семёнов вручил Сергею Павловичу медаль «Защитнику Отчизны».
Умер на 82-м году жизни, 2 января 2004 года, похоронен на Аллее Героев Западного кладбища в Великом Новгороде.

## Память
С 22 января 2004 года решением № 677 Думы Великого Новгорода Кречевицкая средняя школа (МОУ «Средняя общеобразовательная школа № 15 Великого Новгорода») носит имя героя («Средняя общеобразовательная школа № 15 имени С. П. Шпунякова»).
4 мая 2005 года на доме № 41/2 по проспекту Александра Корсунова (бывш. Григоровское шоссе) была открыта мемориальная доска памяти лётчика, Героя Советского Союза Сергея Шпунякова.
В марте 2008 года тиражом 1000 экземпляров была издана его книга «В крыле у „Дракона“», презентация книги состоялась 19 марта в Государственном архиве новейшей истории Новгородской области, на презентации присутствовали ветераны Великой Отечественной войны и дочь С. П. Шпунякова — Людмила Сергеевна Мостовая.
24 декабря 2008 года в читальном зале Государственного архива новейшей истории Новгородской области была открыта выставки фотодокументов «И вечный бой…» о жизни Героя Советского Союза Сергея Павловича Шпунякова.